# IC 1689

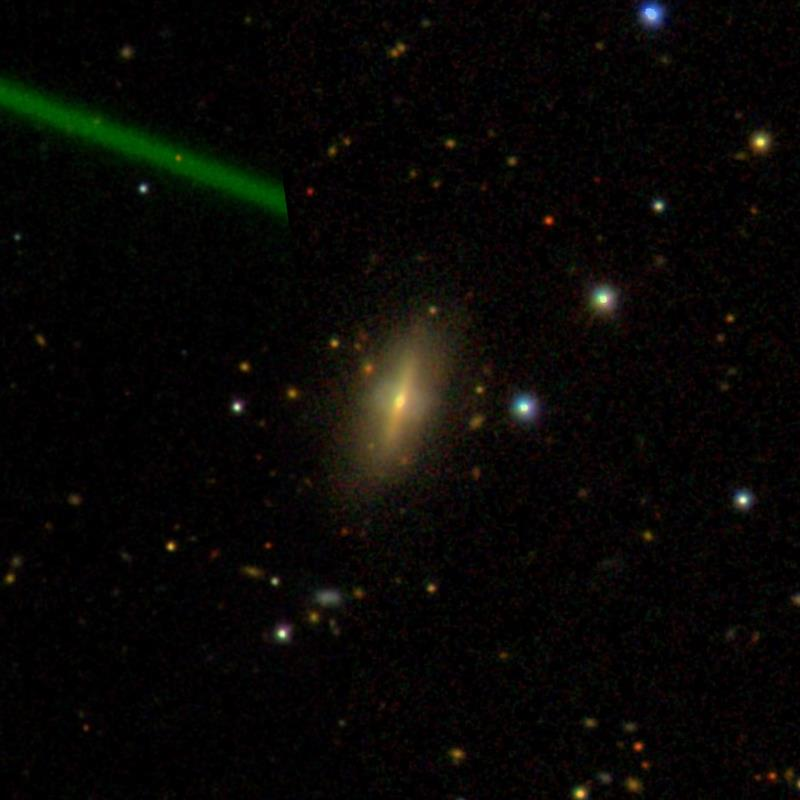
IC 1689

IC 1689 — галактика типу S0/PRG () у сузір'ї Риби.
Цей об'єкт міститься в оригінальній редакції індексного каталогу.